# Цитаишвили, Мария Кирилловна
Мария Кирилловна Цитаишвили, в девичестве — Глонти (1911, село Квемо-Акети, Озургетский уезд, Кутаисская губерния, Российская империя — неизвестно, село Квемо-Акети, Ланчхутский район, Грузинская ССР) — звеньевая колхоза имени Кагановича Ланчхутского района, Грузинская ССР. Герой Социалистического Труда (1951).

## Биография
Родилась в 1911 году в крестьянской семье в одном из сельских населённых пунктов Озургетского уезда. После окончания местной начальной школы трудилась в сельском хозяйстве. Во время коллективизации вступила в колхоз имени Кагановича Ланчхутского района. С конца 1940-х годов — звеньевая в этом же колхозе.
В 1950 году звено под его руководством вырастило с весенних выкормок 552,2 килограмма коконов тутового шелкопряда при средней урожайности в 106,2 килограмма с каждой коробки грены. Указом Президиума Верховного Совета СССР от 1 ноября 1951 года удостоена звания Героя Социалистического Труда за «получение в 1951 году высоких урожаев коконов тутового шелкопряда» с вручением ордена Ленина и золотой медали «Серп и Молот» (№ 6425).
Этим же указом званием Героя Социалистического Труда была награждена звеньевая колхоза имени Кагановича Любовь Ясоновна Чхиквадзе-Джакели.
После выхода на пенсию проживала в Ланчхутском районе. С 1968 года — персональный пенсионер союзного значения. Дата смерти не установлена.